# Mary Pierce
Mary Caroline Pierce (født 15. januar 1975 i Montréal, Canada) er en kvindelig tennisspiller fra Frankrig. Hun var en af verdens bedste kvindelige tennisspillere i 1990'erne og vandt i løbet af sin karriere fire grand slam-titler: to i damesingle, en i damedouble og en i mixed double. Hun var endvidere en del af det franske hold, der vandt Fed Cup i 1997 og 2003.
Hun vandt 18 WTA-turneringer i single, heraf fem Tier I-titler, og 10 WTA-doubletitler, heraf tre på Tier I-niveau.
Pierce opnåede sin bedste placering på WTA's verdensrangliste i damesingle som nr. 3 den 30. januar 1995, og hendes højeste rangering på doubleranglisten var ligeledes en tredjeplads den 10. juli 2000.
Hun blev i 2019 valgt ind i International Tennis Hall of Fame.